# Стакушич, Марина
Марина Стакушич (англ. Marina Stakusic; род. 27 ноября 2004, Миссиссога, Онтарио) — канадская теннисистка, обладательница Кубка Билли Джин Кинг в составе сборной Канады.

## Биография
Родилась в Миссиссоге в 2004 году. Начала играть в теннис в 5 лет, увидев, как играет старший брат Марко. Занималась в Зимнем теннисном центре Эглинтон-Флэтс. Когда девочка начала показывать хороший потенциал, её мать переехала с ней в Монреаль, где та смогла заниматься в Национальном теннисном центре.
В 2022 году в Саскатуне выиграла первый в карьере турнир из цикла ITF в парном разряде. Позже в том же году дошла до финала турнира ITF с призовым фондом 60 тысяч долларов в Калгари.
В сезоне 2023 года пропустила шесть месяцев из-за травмы. Вернувшись на корт, выиграла в сентябре 2023 года, в 18 лет, два турнира ITF подряд — с призовым фондом 25 тысяч долларов в Вальядолиде, а затем с призовым фондом 60 тысяч долларов в Беркли (Калифорния). Эти результаты позволили Стакушич подняться за месяц с 588-го на 297-е место в одиночном рейтинге WTA. Она также была признана игроком месяца в женском цикле ITF. В следующем месяце она завоевала третий одиночный титул ITF и была вызвана в сборную Канады для участия в финальных раундах Кубка Билли Джин Кинг — главного международного теннисного турнира на уровне женских национальных сборных.
В групповом турнире Кубка Билли Джин Кинг в Севилье канадка, занимавшая в рейтинге 258-е место, разгромила в первом матче испанку Ребеку Масарову, а во втором обыграла в трёх сетах польку Магдалену Френх. Её соперницы к моменту встреч занимали соответственно 65-е и 63-е места в рейтинге, и победы над ними стали первыми в карьере Стакушич победами над игроками из первой сотни рейтинга. В полуфинале против сборной Чехии её уверенно победила десятая ракетка мира Барбора Крейчикова, но усилия товарищей по команде Лейлы Фернандес и Габриэлы Дабровски позволили канадкам нанести неожиданное поражение чешкам и впервые в истории сборной Канады выйти в финал Кубка Билли Джин Кинг. В финале со сборной Италии Стакушич одержала первую в карьере победу над соперницей из топ-50 рейтинга, обыграв 43-ю ракетку мира Мартину Тревизан. Победа Фернандес над Жасмин Паолини во второй игре финала принесла сборной Канады досрочную победу и первый титул в её истории.
В 2024 году продолжала улучшать положение в одиночном рейтинге, чему в частности способствовал выход во 2-й раунд турнира WTA 500 в Сан-Диего в феврале после побед в квалификации над двумя соперницами из второй сотни рейтинга. По ходу сезона канадка несколько раз также обыгрывала теннисисток из Топ-100, а в сентябре в Сапопане на ещё одном турнире WTA 500 нанесла поражение 12-й ракетке мира Елене Остапенко. Через месяц, победив трёх сеяных соперниц, включая пятую ракетку турнира Анну Блинкову, стала победительницей турнира WTA 125 в Тампико и достигла в рейтинге 116-й позиции, в итоге закончив сезон 125-й.

## Итоговое место в рейтинге WTA по годам
| Год  | Одиночный рейтинг | Парный рейтинг |
| 2024 | 125               | 544            |
| 2023 | 258               | 449            |
| 2022 | 382               | 658            |
| 2021 | 1250              | 1225           |
| 2020 |                   | 1084           |
| 2020 |                   | 1038           |

## Выступления на турнирах

### Финалы турнировITFиWTA 125в одиночном разряде (4)

#### Победы (4)
| Легенда:          |
| ----------------- |
| WTA 125 (1+0)*    |
| 100.000 USD (0)   |
| 80.000 USD (0)    |
| 60.000 USD (2+0)* |
| 25.000 USD (1+1)  |
| 15.000 USD (0)    |

| Титулы по покрытиям | Титулы по месту проведения матчей турнира |
| ------------------- | ----------------------------------------- |
| Хард (4+1)*         | Зал (1+0)                                 |
| Грунт (0)           | Зал (1+0)                                 |
| Трава (0)           | Открытый воздух (3+1)                     |
| Ковёр (0)           | Открытый воздух (3+1)                     |

* количество побед в одиночном разряде + количество побед в парном разряде.
| №  | Дата             | Турнир              | Покрытие   | Соперница в финале | Счёт        |
| 1. | 3 сентября 2023  | Вальядолид, Испания | Хард       | Анна Кубарева      | 3-6 7-5 6-3 |
| 2. | 24 сентября 2023 | Беркли, США         | Хард       | Элли Кик           | 6-3 6-4     |
| 3. | 29 октября 2023  | Торонто, Канада     | Хард (зал) | Яна Фетт           | 3-6 7-5 6-3 |
| 4. | 27 октября 2024  | Тампико, Мексика    | Хард       | Анна Блинкова      | 6-4 2-6 6-4 |

### Финалы турнировITFв парном разряде (2)

#### Победы (1)
| №  | Дата         | Турнир           | Покрытие | Партнёрша   | Соперницы в финале           | Счёт       |
| 1. | 24 июля 2022 | Саскатун, Канада | Хард     | Кайла Кросс | Кендра Банч Катарина Козаров | 6-3 7-6(4) |

#### Поражения (1)
| №  | Дата           | Турнир          | Покрытие   | Партнёрша   | Соперницы в финале                 | Счёт       |
| 1. | 13 ноября 2022 | Калгари, Канада | Хард (зал) | Кайла Кросс | Сабрина Сантамария Кэтрин Харрисон | 6-7(2) 4-6 |

### Финалы командных турниров (1)

#### Победы (1)
| №  | Год  | Турнир                | Место проведения | Покрытие   | Команда                                                             | Соперницы в финале                                                        | Счёт |
| -- | ---- | --------------------- | ---------------- | ---------- | ------------------------------------------------------------------- | ------------------------------------------------------------------------- | ---- |
| 1. | 2023 | Кубок Билли Джин Кинг | Севилья, Испания | Хард (зал) | Канада Э. Бушар, Г. Дабровски, Р. Марино, М. Стакушич, Л. Фернандес | Италия Л. Бронцетти, Э. Коччаретто, Ж. Паолини, Л. Стефанини, М. Тревизан | 2-0  |